# Majayjay
Majayjay is een gemeente in de Filipijnse provincie Laguna op het eiland Luzon. Bij de laatste census in 2010 telde de gemeente bijna 27 duizend inwoners.

## Geografie

### Bestuurlijke indeling
Majayjay is onderverdeeld in de volgende 40 barangays:
| - Amonoy - Bakia - Balanac - Balayong - Banilad - Banti - Bitaoy - Botocan - Bukal - Burgos - Burol - Coralao - Gagalot - Ibabang Banga | - Ibabang Bayucain - Ilayang Banga - Ilayang Bayucain - Isabang - Malinao - May-It - Munting Kawayan - Olla - Oobi - Origuel - Panalaban - Pangil - Panglan | - Piit - Pook - Rizal - San Francisco - San Isidro - San Miguel - San Roque - Santa Catalina - Suba - Talortor - Tanawan - Taytay - Villa Nogales |

## Demografie
Majayjay had bij de census van 2010 een inwoneraantal van 26.547 mensen. Dit waren 2.866 mensen (12,1%) meer dan bij de vorige census van 2007. Ten opzichte van de census van 2000 was het aantal inwoners gegroeid met 4.388 mensen (19,8%). De gemiddelde jaarlijkse groei in die periode kwam daarmee uit op 1,82%, hetgeen lager was dan het landelijk jaarlijks gemiddelde over deze periode (1,90%).

De bevolkingsdichtheid van Majayjay was ten tijde van de laatste census, met 26.547 inwoners op 69,58 km², 381,5 mensen per km².
Alaminos · Bay · Biñan · Cabuyao · Calamba · Calauan · Cavinti · Famy · Kalayaan · Liliw · Los Baños · Luisiana · Lumban · Mabitac · Magdalena · Majayjay · Nagcarlan · Paete · Pagsanjan · Pakil · Pangil · Pila · Rizal · San Pablo · San Pedro · Santa Cruz · Santa Maria · Santa Rosa · Siniloan · Victoria